# Böhme (Nedersaksen)
Böhme is een gemeente in de Duitse deelstaat Nedersaksen. De gemeente maakt deel uit van de Samtgemeinde Rethem/Aller in het Landkreis Heidekreis. Böhme telt 921 inwoners.

## Dorpen
In de gemeente liggen vier dorpen (Ortsteile):
- Böhme
- Bierde (ca. 350 inwoners)
- Altenwahlingen
- Kirchwahlingen

De bewoners van de -niet zeer belangrijke- dorpen leven van toerisme en landbouw; ook wonen er pendelaars met een baan in een stad in de omstreken (woonforensen). Historische gebeurtenissen van meer dan plaatselijk belang zijn niet overgeleverd.

## Bezienswaardigheden
- De gemeente ligt in een streek met veel natuurschoon, dicht bij de Lüneburger Heide
- Meertje Bierder See (zwemmen en andere waterrecreatie in beperkte mate toegestaan)
- Landgoed Rittergut Böhme, met 18e-eeuws landhuis (privé bewoond, niet te bezichtigen) en watermolen op de Böhme, die reeds sedert 1900 bijdraagt aan de elektriciteitsvoorziening en dus groene stroom produceert
- Enkele oude kerkjes en kapellen

## Afbeeldingen

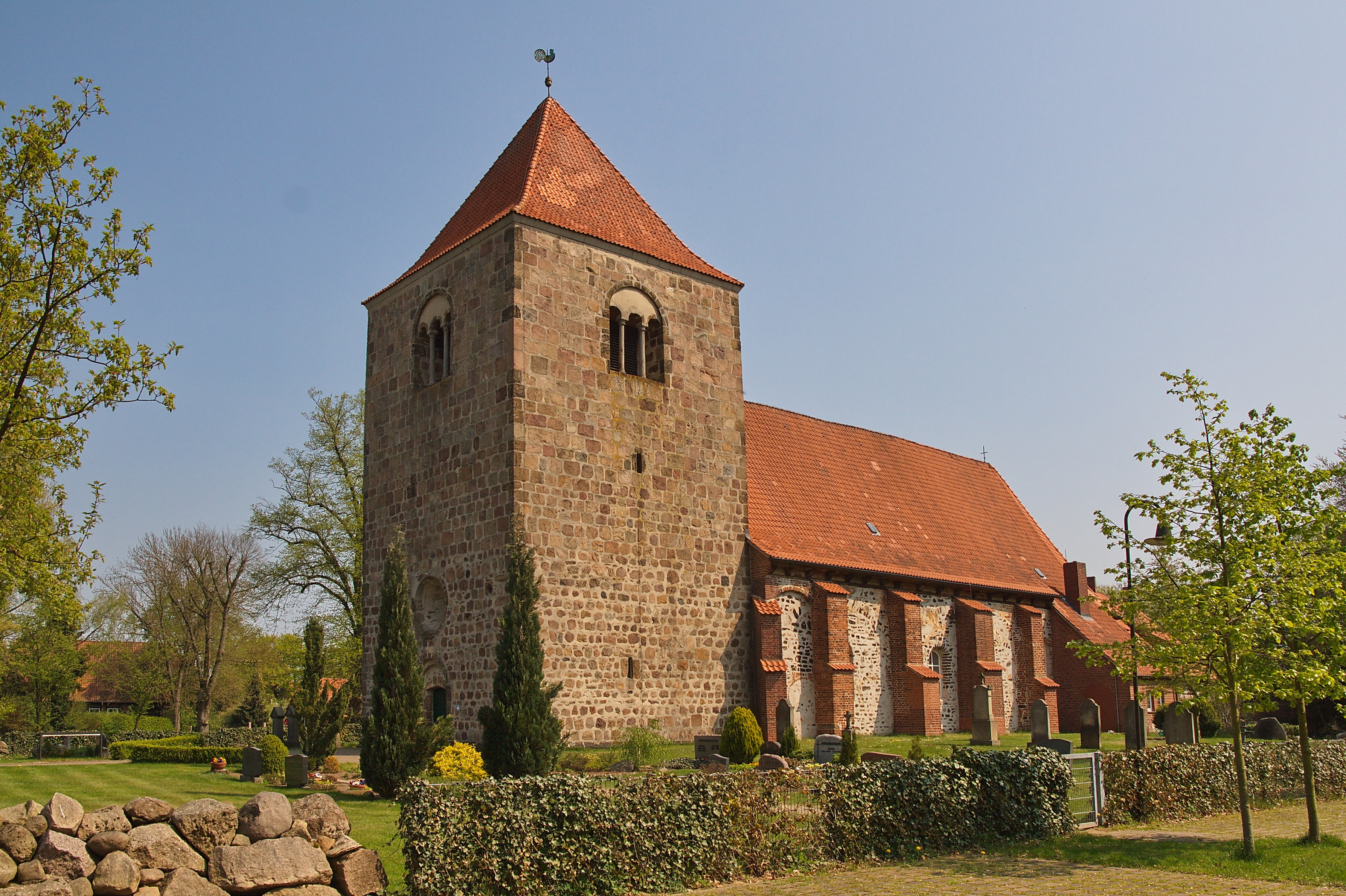
Kerk in Kirchwahlingen, gemeente Böhme (de toren is 12e-eeuws)
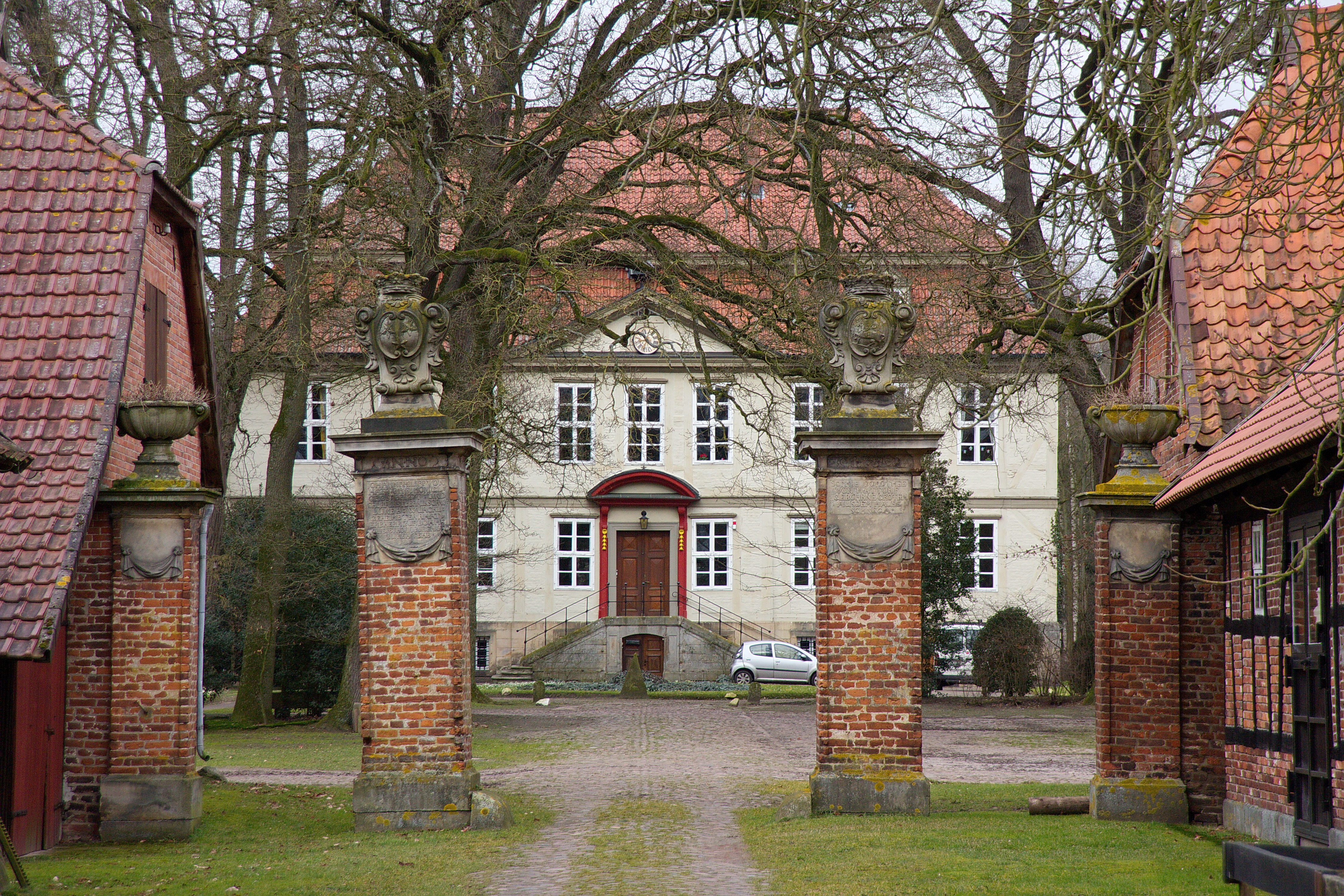
Herenhuis (1715) Rittergut Böhme
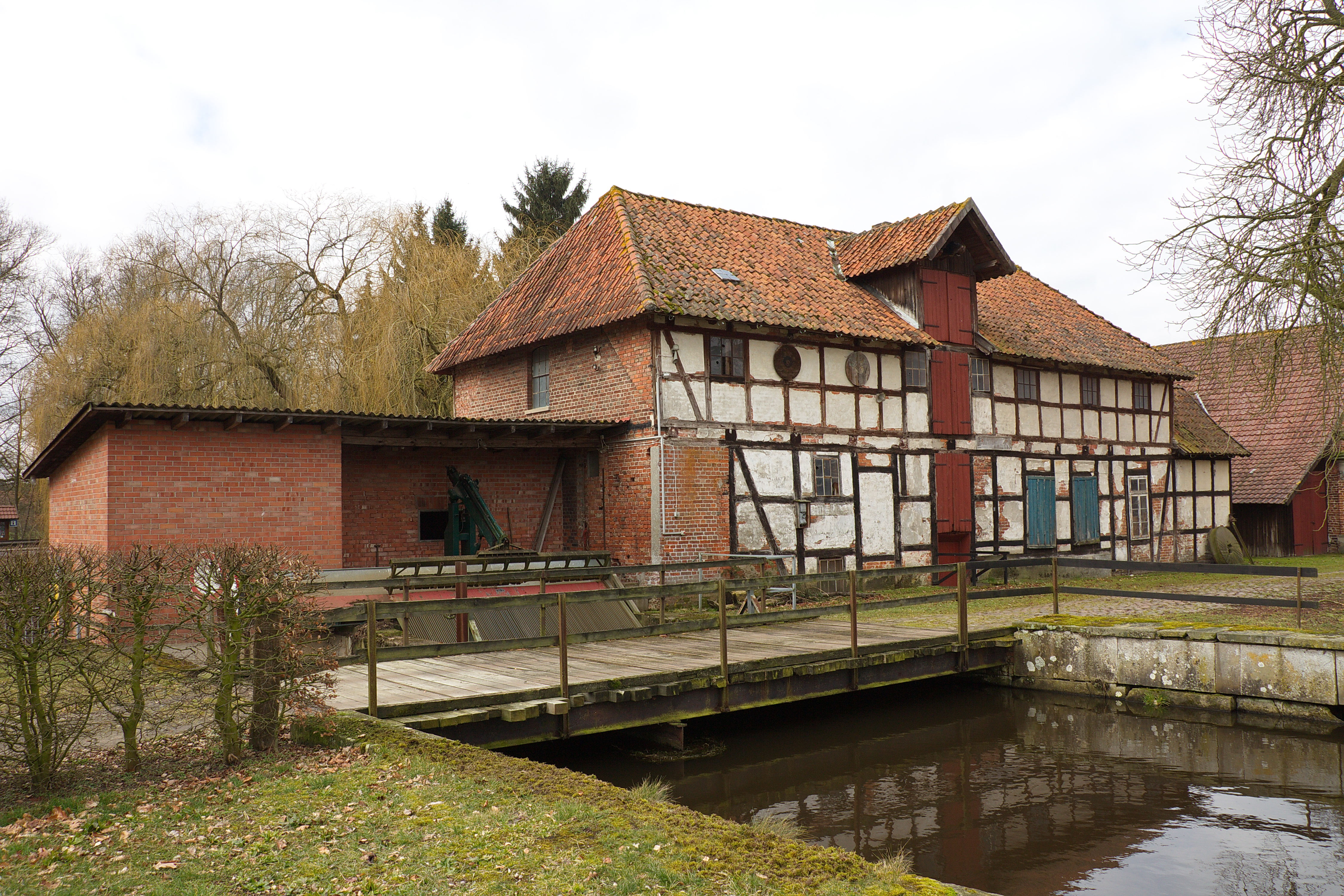
Watermolen op Rittergut Böhme
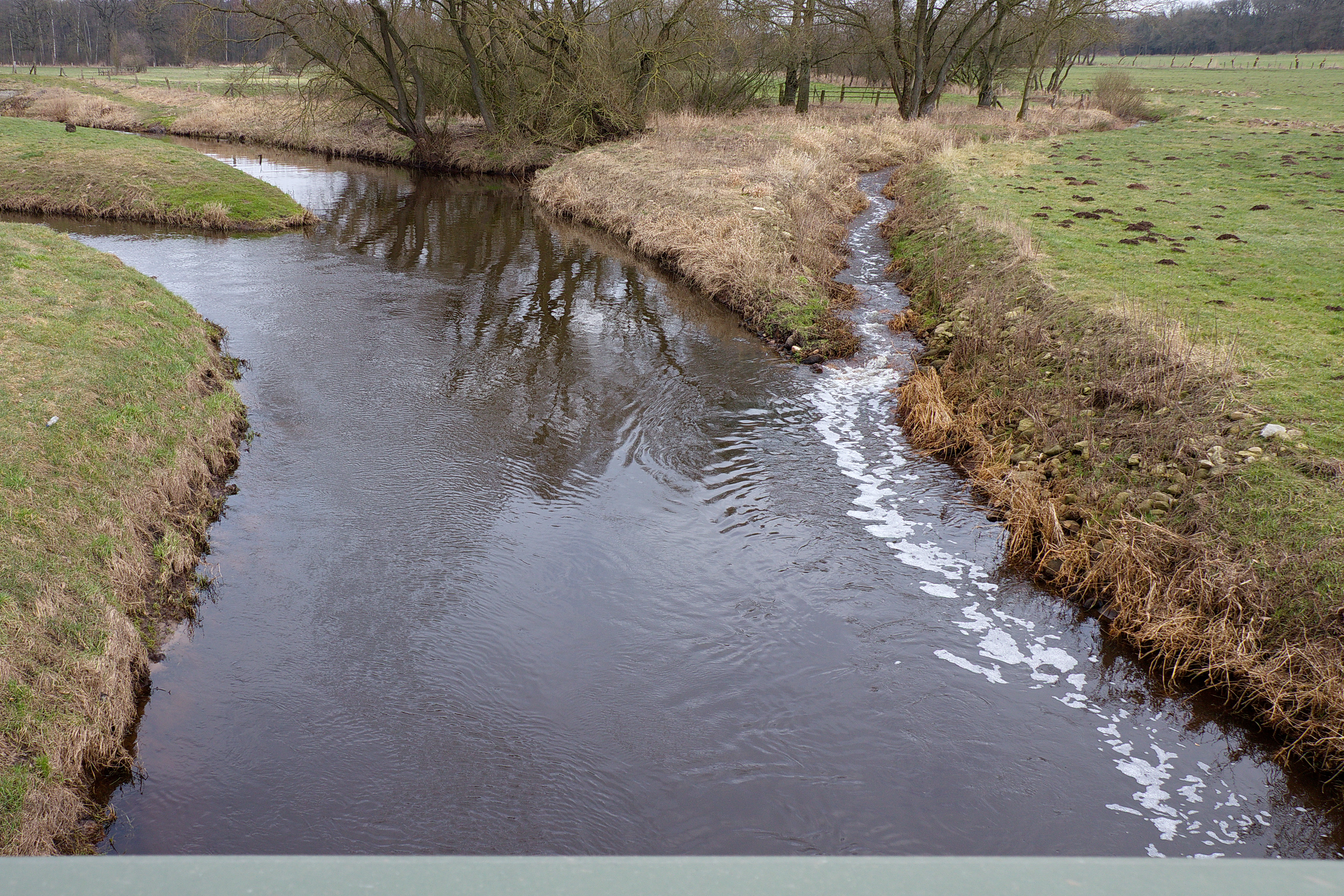
De Böhme nabij het gelijknamige landgoed
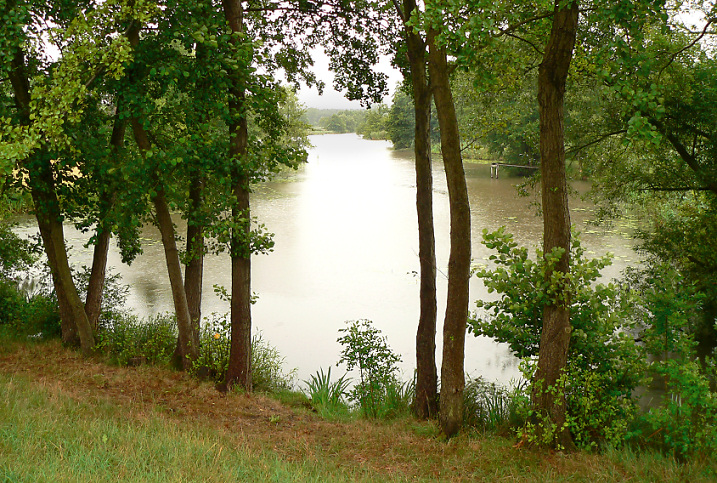
Bierder See

- Gemeinsame Normdatei: 4225531-4
- MusicBrainz: c06b0c06-cbe8-4424-b425-a47f087a4437
- Virtual International Authority File: 237322906
- WorldCat: E39PCjCvM7rDgYMfHptWRP3VJC

Ahlden · 
Bad Fallingbostel · 
Bispingen · 
Böhme · 
Bomlitz · 
Buchholz · 
Eickeloh · 
Essel · 
Frankenfeld · 
Gilten · 
Grethem · 
Hademstorf · 
Häuslingen · 
Hodenhagen · 
Lindwedel · 
Munster · 
Neuenkirchen · 
Osterheide · 
Rethem (Aller) · 
Schneverdingen · 
Schwarmstedt · 
Soltau · 
Walsrode · 
Wietzendorf